# 梁成富
梁 成富（りょう せいふ、Liang Chengfu、? - 1865年）は、太平天国の指導者の一人。啓王に封ぜられた。
広西省鬱林州出身。1860年に「則天義」に封ぜられ、1861年に啓王に封ぜられた。1862年2月、藍成春・陳得才・頼文光とともに西北遠征を命ぜられた。安徽省廬州より淮河を渡り、河南省を経て陝西省に入った。5月に西安を攻め、劉蓉が率いる湘軍に勝利した。1864年9月、甘粛省階州を攻略し、知州の沈鳳才を倒した。四川総督駱秉章・陝西湘果軍総兵肖慶高・甘粛按察使林之望が三方から階州を包囲したが、孤軍奮戦して9カ月持ちこたえた。1865年6月6日に階州は陥落し、6月26日に成都で斬られた。